# SUPERNOVACATION
『SUPERNOVACATION』（スーパーノバケーション）は、吉井和哉のコンピレーション・アルバム。2015年5月27日にユニバーサルミュージックから発売された。

## 解説
EMI時代の約10年間のソロ活動でリリースされた、アルバム未収録のシングル・カップリングを中心に吉井和哉本人がセレクト、まとめあげた吉井和哉監修の特別盤。未発表ヴァージョンも収録。テッド・ジャンセンのリマスターによる高音質SHM-CD。また、同日にEMI時代のオリジナルアルバム6タイトルがSHM-CDで復刻リリースされた。
リリースにあたり吉井はコメントを発表しており、EMIが憧れのレーベルであったことや、スタッフへの感謝を語っている。
カヴァー・アルバム『ヨシー・ファンクJr. 〜此レガ原点!!〜』と、オリジナル・アルバム『STARLIGHT』と合わせ、3部作となっている。
同年10月28日にアナログ2枚組の重量盤が限定リリースされた。

## 収録曲

### CD盤
| 全作詞・作曲・編曲: 吉井和哉。 |                                                                             |          |            |      |
| #                              | タイトル                                                                    | 作詞     | 作曲・編曲 | 時間 |
| 1.                             | 「TALI -seaside mix-」                                                      | 吉井和哉 | 吉井和哉   | 4:48 |
| 2.                             | 「スティルアライヴ」                                                        | 吉井和哉 | 吉井和哉   | 4:18 |
| 3.                             | 「SADE JOPLIN (original ver.)」                                             | 吉井和哉 | 吉井和哉   | 5:40 |
| 4.                             | 「BLOWN UP CHILDREN」                                                       | 吉井和哉 | 吉井和哉   | 5:11 |
| 5.                             | 「HATE」                                                                    | 吉井和哉 | 吉井和哉   | 4:56 |
| 6.                             | 「MUDDY WATER」                                                             | 吉井和哉 | 吉井和哉   | 3:15 |
| 7.                             | 「ギターを買いに」                                                          | 吉井和哉 | 吉井和哉   | 5:01 |
| 8.                             | 「HIKARETA」                                                                | 吉井和哉 | 吉井和哉   | 3:50 |
| 9.                             | 「MY FOOLISH HEART (alternate ver.)」                                       | 吉井和哉 | 吉井和哉   | 5:28 |
| 10.                            | 「発光」                                                                    | 吉井和哉 | 吉井和哉   | 5:07 |
| 11.                            | 「くちびるモーション」                                                      | 吉井和哉 | 吉井和哉   | 3:53 |
| 12.                            | 「リバティーン」                                                            | 吉井和哉 | 吉井和哉   | 3:13 |
| 13.                            | 「星のブルース」                                                            | 吉井和哉 | 吉井和哉   | 3:50 |
| 14.                            | 「ロックンロールのメソッド」                                                | 吉井和哉 | 吉井和哉   | 3:55 |
| 15.                            | 「Dear My Another Grandfather」(iTunes Store予約購入限定のボーナストラック) | 吉井和哉 | 吉井和哉   | 5:14 |
| 合計時間:                      | 合計時間:                                                                   | 67:39    |            |      |

### アナログ盤
| 全作詞・作曲・編曲: 吉井和哉。 |                                 |          |            |      |
| #                              | タイトル                        | 作詞     | 作曲・編曲 | 時間 |
| 1.                             | 「TALI -seaside mix-」          | 吉井和哉 | 吉井和哉   | 4:48 |
| 2.                             | 「スティルアライヴ」            | 吉井和哉 | 吉井和哉   | 4:18 |
| 3.                             | 「SADE JOPLIN (original ver.)」 | 吉井和哉 | 吉井和哉   | 5:40 |
| 合計時間:                      | 合計時間:                       | 14:46    |            |      |

| 全作詞・作曲・編曲: 吉井和哉。 |                       |          |            |      |
| #                              | タイトル              | 作詞     | 作曲・編曲 | 時間 |
| 1.                             | 「BLOWN UP CHILDREN」 | 吉井和哉 | 吉井和哉   | 5:11 |
| 2.                             | 「HATE」              | 吉井和哉 | 吉井和哉   | 4:56 |
| 3.                             | 「MUDDY WATER」       | 吉井和哉 | 吉井和哉   | 3:15 |
| 4.                             | 「ギターを買いに」    | 吉井和哉 | 吉井和哉   | 5:01 |
| 合計時間:                      | 合計時間:             | 18:23    |            |      |

| 全作詞・作曲・編曲: 吉井和哉。 |                                       |          |            |      |
| #                              | タイトル                              | 作詞     | 作曲・編曲 | 時間 |
| 1.                             | 「HIKARETA」                          | 吉井和哉 | 吉井和哉   | 3:50 |
| 2.                             | 「MY FOOLISH HEART (alternate ver.)」 | 吉井和哉 | 吉井和哉   | 5:28 |
| 3.                             | 「発光」                              | 吉井和哉 | 吉井和哉   | 5:07 |
| 合計時間:                      | 合計時間:                             | 14:25    |            |      |

| 全作詞・作曲・編曲: 吉井和哉。 |                              |          |            |      |
| #                              | タイトル                     | 作詞     | 作曲・編曲 | 時間 |
| 1.                             | 「くちびるモーション」       | 吉井和哉 | 吉井和哉   | 3:53 |
| 2.                             | 「リバティーン」             | 吉井和哉 | 吉井和哉   | 3:13 |
| 3.                             | 「星のブルース」             | 吉井和哉 | 吉井和哉   | 3:50 |
| 4.                             | 「ロックンロールのメソッド」 | 吉井和哉 | 吉井和哉   | 3:55 |
| 合計時間:                      | 合計時間:                    | 14:51    |            |      |

### 楽曲解説
1. TALI -seaside mix-
2. スティルアライヴ
3. SADE JOPLIN (original ver.)
アダム・キャスパーMIXによるオリジナルバージョン。本来『at the BLACK HOLE』にはこちらのバージョンが収録される予定だった。
4. BLOWN UP CHILDREN
5. HATE
6. MUDDY WATER
7. ギターを買いに
8. HIKARETA
9. MY FOOLISH HEART (alternate ver.)
10. 発光
11. くちびるモーション
12. リバティーン
13. 星のブルース
14. ロックンロールのメソッド
15. Dear My Another Grandfather
未発表デモ音源。iTunes Store予約購入限定のボーナストラック。
タイトルの「My Another Grandfather」とは吉井が最も影響を受けたデヴィッド・ボウイのことを指している。デヴィッド・ボウイに捧げる楽曲であり、楽曲自体も意図的にモロにボウイっぽくしているという。
全編英語らしき言葉で歌われているが、歌詞が公開されていないデモであるため歌詞として製作された言葉が歌われているのかハナモゲラなのかは定かではない。
「at the Black Hole」の最後に収録される予定だったが、製作が間に合わずお蔵入りになっていた。本作の製作時期と思われるリリース前年には吉井が自身の公式サイトのブログにてお蔵入りにはしておきたくない曲として同曲の存在を明かし、この楽曲の作業をしていることも公にしたが、本作でデモver.が限定特典としてリリースされたのみで完成形の公開には至っていない。
後にベストアルバム『20』FC限定盤に収録され、初CD化となった[2]。